# Chris Bunch
Christopher R. Bunch (22 grudnia 1943 – 4 lipca 2005), amerykański pisarz science fiction i fantasy, scenarzysta telewizyjny i dziennikarz.
Urodził się we Fresno w Kalifornii. Bunch służył na wojnie wietnamskiej jako dowódca patrolu. Publikował również teksty publicystyczne w czasopismach "Rolling Stone" i "Stars and Stripes".
Bunch pisał głównie militarną fantastykę naukową, był autorem lub współautorem około trzydziestu powieści. Najbardziej znany jest z ośmiotomowego cyklu Sten, napisanego wspólnie z Allanem Cole'em. W Polsce ukazały się również utwory z cykli Antero oraz Ostatni legion.

### Sten
- Sten (Sten, 1982) – z Allanem Cole'em
- Światy Wilka (The Wolf Worlds, 1984) – z Allanem Cole'em
- Imperium Tysiąca Słońc Court of a Thousand Suns, 1985) – z Allanem Cole'em
- Flota przeklętych (Fleet of the Damned, 1988) – z Allanem Cole'em
- Zemsta przeklętych (Revenge of the Damned, 1989) – z Allanem Cole'em
- Powrót Imperatora (The Return of the Emperor, 1990) – z Allanem Cole'em
- Wir (Vortex, 1992) – z Allanem Cole'em
- Koniec Imperium (Empire's End, 1993) – z Allanem Cole'em

### Anteros
- Zamorskie królestwa (The Far Kingdoms, 1985) – z Allanem Cole'em
- Opowieść wojowników (The Warrior's Tale, 1994) – z Allanem Cole'em
- Kingdoms of the Night (1995) – z Allanem Cole'em

### Shadow Warrior
- The Wind After Time (1996)
- Hunt the Heavens (1996)
- Darkness of God (1997)

### Seer King
- The Seer King (1997)
- The Demon King (1998)
- The Warrior King (1999)

### Ostatni legion
- Ostatni legion (The Last Legion, 1999)
- Maska ognia (Firemask, 2000)
- Impet burzy (Storm Force, 2000)
- Piętno czasu (Homefall, 2001)

### Dragonmaster
- Storm of Wings (2002)
- Knighthood of the Dragon (2003)
- The Last Battle (2004)

### Star Risk
- Star Risk Sp. z o.o. (Star Risk, Ltd., 2002)
- Podłe Światy (The Scoundrel Worlds, 2003)
- Podwójna Gra (The Double Cross Program, 2004)
- Piekielny ogar (The Dog From Hell, 2005)

### Inne powieści
- A Reckoning For Kings (1987) – z Allanem Cole'em
- The Empire Stone (2000)
- Corsair (2001)